# Józef Hurko-Romejko
Józef Hurko-Romejko ros. Иосиф Иосифович (Осиф Осифович) Гурко (Гурко-Ромейко), (zm. w 1811 roku) – polski szlachcic i działacz państwowy Imperium Rosyjskiego, pierwszy wicegubernator guberni kurlandzkiej. 

## Życiorys
Pochodził ze szlacheckiej rodziny z polskiego województwa witebskiego. Urodził się w XVIII wieku, jednak dokładna data jego narodzin nie jest znana. Służył w armii jako porucznik petyhorski. Przed 1796 rokiem został kawalerem Orderu Świętego Jerzego IV klasy. Zarekomendowany przez generał-gubernatora kurlandzkiego Petera Ludwiga von Pahlena na nowo powstałe stanowisko wicegubernatora guberni kurlandzkiej. Nominacja została wydana przez carycę Katarzynę II, która przekazała mu arendę kurlandzkich dóbr. O ile data nominacji nie jest pewna, to wiadomo, iż urząd wicegubernatora pełnił już 28 stycznia 1796 roku. W karierze urzędniczej nosił od 28 czerwca 1796 roku rangę radcy stanu (V klasa cywilna w tabeli rang), później awansował jeszcze na rzeczywistego radcę stanu (IV klasa cywilna). Był jedynym Polakiem wśród kurlandzkich gubernatorów i wicegubernatorów, 14 grudnia?/25 grudnia 1799 roku zastąpił go Nikołaj Iwanowicz Arsienjew. 
Poza dobrami w guberni kurlandzkiej Hurko-Romejko posiadał również włości w guberni mohylewskiej, w powiecie orszańskim. Był to majątek Krynki, gdzie przez pewien czas mieszkał, sąsiedni folwark Krotowsza, Wysokie Łuszajewo i Pograbiówka. Po swojej śmierci w 1811 roku został pochowany w folwarcznej kaplicy w Krotowszy (parafia babinowicka).

## Rodzina
Jego ojciec noszący to samo imię był w latach 1759–1780 podkomorzym witebskim. Józef miał dwóch synów oraz córkę:
- Leopold ros. ЛеонтиЙ Йосифович (1783–1860) – rosyjski generał-major,
- Włodzimierz ros. Владимир Йосифович (1795–1852) – rosyjski generał piechoty,
- Ewelina (zm. 1821 w Rzymie) - żona marszałka połockiego Tadeusza Niemirowicza-Szczytta (1778-1840), syna pisarza skarbowego litewskiego Justyniana. Ewelina była matką marszałka Justyniana Niemirowicza-Szczytta[3][4].

Synem Włodzimierza, a wnukiem Józefa był rosyjski feldmarszałek i warszawski generał-gubernator Józef Władimirowicz Hurko ros. Иосиф Владимирович Гурко (1828-1901).